# 小行星23732
小行星23732（23732 Choiseungjae）是一颗绕太阳运转的小行星，为主小行星带小行星。该小行星于1998年4月19日发现。

## 轨道参数
小行星23732的轨道半长轴为346 780 460 km，2.3180512 UA，离心率为0.178。